# Remontée de l'âme
On appelle remontée de l’âme une croyance religieuse selon laquelle l’âme, après être descendue du ciel (Dieu, le ciel éthéré ou autre), peut revenir à sa source. Ce retour de l’élément spirituel de l’âme à son origine divine s’effectue soit après la mort soit lors d’une extase, d’une contemplation, d'un songe. La notion trouve son origine chez les Mésopotamiens (dès Sumer) et se retrouve dans le platonisme, l’hermétisme, le gnosticisme. En latin regressus animae, en grec epánodos.
Le processus inverse est, évidemment, la descente de l’âme. Proclus marque bien ce double processus :
« De toute âme particulière, le véhicule [le corps astral] descend par l’addition de tuniques de plus en plus matérielle. D’autre part, il remonte en compagnie de l’âme dès là qu’il se dévêt de tout ce qui est matériel et qu’il recouvre sa forme propre, de même que l’âme qui l’utilise. Car, de cette âme aussi, la descente s’opère par l’acquisition de vies irrationnelles, la remontée par le dépouillement de toutes les facultés relatives au créé dont l’âme s’était vêtue dans sa descente, quand elle est redevenue toute pure et s’est débarrassée de toutes ces facultés qui pourvoient aux besoins de la génération » (Éléments de théologie, 209).
« Le thème général de l'ascension de l'âme dans le Kosmos a été utilisé à des fins assez diverses. Tantôt on l'emploie simplement pour manifester la puissance de l'esprit humain [Pindare, Cicéron, Manilius, Philon d'Alexandrie, Sénèque, Plutarque, les écrits hermétiques, Numénius d'Emèse). Tantôt cette ascension de l'âme à travers le monde a pour objet final une description enthousiaste du Kosmos [Ératosthène, Néchepso]. Tantôt elle ne sert que de cadre en vue de magnifier la contemplation de l'Intelligible et de l'essence divine [Philon d'Alexandrie, Maxime de Tyr, saint Paul]. Tantôt enfin la contemplation du Kosmos mène à une leçon morale, dans la mesure où la vue d'un objet si grand et si admirable induit à mépriser la terre et toutes les choses terrestres [Platon, le jeune Aristote] » (A.-J. Festugière, La Révélation d'Hermès Trismégiste, t. II, p. 444-447).

## Historique
« Selon une doctrine chaldéo-persique, une amère nécessité contraint les âmes, dont la multitude peuple les hauteurs célestes, à descendre ici-bas pour y animer les corps qui les tiennent captives. En s’abaissant vers la terre, elles traversent les sphères des planètes et y reçoivent de chacun de ces astres errants, suivant sa position, quelques-unes de leurs qualités. Inversement, lorsque, après la mort, elles s’échappent de leur prison charnelle, elles remontent à leur première demeure, du moins si elles ont vécu pieusement, et, à mesure qu’elles passent par les portes des cieux superposés, elles se dépouillent des passions et des penchants qu’elles avaient acquis durant leur premier voyage, pour s’élever enfin, pures essences, jusqu’au séjour lumineux des dieux. Elles y vivent au milieu des astres éternels, soustraits à la domination des destins et aux limitations mêmes du temps » (Franz Cumont, Les religions orientales dans le paganisme romain, 1905, Geuthner, 1963, p. 164-165).
Dans le Phèdre, Platon décrit un mythe de descente et de remontée de l’âme. L'âme est un attelage ailé gouverné par son conducteur. Lorsqu'elle est complète et ailée, elle chemine dans la hauteur et gouverne le monde (246 c) ; dépourvue d'ailes, elle est entraînée et reçoit « un corps de terre ». Si une âme, après sa chute, recouvre ses ailes et retourne au lieu d'où elle est tombée, « après dix mille années » (248 e), elle retrouve le bonheur de la sagesse divine.
Selon Platon, dans ses divers mythes sur l'âme (Phédon, Phèdre, La République, Timée), les âmes sont parentes des dieux visibles (les astres) (Timée, 90), elles viennent d'eux, elles retournent à eux. L'âme qui aura mené une vie juste retourne, après la mort du corps, dans la demeure de l'astre qui est son partenaire (Timée, 41-42).
Virgile, dans le livre VI de l'Énéide (18 av. J.-C.), décrit de façon elliptique la purification des âmes mortes par l'eau, le feu, les vents (vers 735-743), puis le séjour des âmes dans la Lune ou Élysée (vers 743-744, 886-887), puis le passage de la Lune à l'éther de la sphère des étoiles fixes (vers 743-747), enfin la réincarnation possible. Et dans le livre IV des Géorgiques (28 av. J.-C.) :
« C'est à lui que retournent, après leur dissolution, tous les êtres ; ils ne meurent point : vivants, ils vont se réunir aux astres, et se transportent sur les hauteurs du ciel (viva volare sideris in numerum, atque alto succedere coelo) » (vers 226-227).
Hermétisme : « D’abord, dans la dissolution du corps matériel, tu livres ce corps lui-même à l’altération… L’homme s’élance désormais vers le haut à travers l’armature des sphères, et, à la première zone [la Lune] il abandonne la puissance de croître et de décroître, à la deuxième [Mercure] les industries de la malice, à la troisième [Vénus] l’illusion du désir désormais sans effet, à la quatrième [le Soleil] l’ostentation du commandement, démunie de ses visées ambitieuses, à la cinquième [Mars] l’audace impie et la témérité présomptueuse, à la sixième [Jupiter] les appétits illicites que donne la richesse, désormais sans effet, à la septième zone [Saturne] le mensonge qui tend des pièges. Et alors, dénudé de ce qu’avait produit l’armature des sphères, il entre dans la nature ogdoadique [la huitième sphère céleste, celle des étoiles fixes], ne possédant que sa puissance propre ; et il chante avec les Êtres des hymnes au Père, et toute l’assistance se réjouit avec lui de sa venue » (Hermès Trismégiste, Corpus Hermeticum, traité I : Poimandrès, 25-26).
Gnosticisme. Chez les gnostiques, « l'âme est soumise au cours fatal des choses déterminées par le jeu des Puissances astrales. L'âme, remontant vers sa patrie, doit nécessairement traverser le réseau des sphères planétaires, et cette remontée constitue à la fois pour elle un jugement et une épreuve. Dans cette perspective, l'Hadès et ses châtiments se trouvent transportés dans l'espace qui sépare la Lune du Soleil. L'Hebdomade [sept] des sphères planétaires [Lune, Soleil... Saturne] une fois dépassée, l'âme pourra obtenir son entrée à l'Ogdoade, où elle deviendra l'égale des Puissances qui commandent au destin. L'Ogdoade correspond à la sphère des [étoiles] fixes. Les gnostiques chrétiens ont assimilé cette sphère au paradis, antichambre du Plérôme [ensemble des entités mythiques ou Éons émanées du Premier Père] » (Cornélis et Léonard, La gnose éternelle, Fayard, 1959, p. 50).
« Quand on te capturera et que tu pâtiras des souffrances, une multitude s'armera contre toi pour te saisir. Trois personnages s'empareront de toi : ce sont les collecteurs d'impôts qui siègent là-bas. Non seulement ils exigent l'impôt mais ils ravissent les âmes et les enlèvent. Si tu tombes entre leurs mains, celui qui fait fonction de gardien te demandera : "qui es-tu ? d'où viens-tu ?" Tu lui répondras : "je viens du Père préexistant, je suis un fils dans le Préexistant". Lorsqu'il te dira : "où vas-tu ?" tu lui répondras : "je vais au lieu d'où je suis venu, là-bas je vais retourner". Si tu parles ainsi, tu échapperas à leurs assauts » (Première Apocalypse de Jacques : Bibliothèque copte de Nag Hammadi, codex V, 3).
Il n'y a pas de remontée de l'âme chez ceux qui pratiquent les Mystères de Mithra (vers 71 dans l'Empire romain). De même, le philosophe Plotin (en 246 à Rome) rejette les voyages de l'âme : pour lui, le retour de l'âme, dans la vie ou après la mort, est un mouvement de retour intérieur, une redécouverte de son soi authentique, un voyage au dedans, qui dépend du choix de l'âme : "l'âme (...) rentre en elle-même."
Plutarque de Chéronée, dans Sur le visage qui est dans la Lune (écrit vers 95), développe un mythe où l'âme est donnée par la Lune, l'intellect par le Soleil (§ 28, 943 ab).
Porphyre de Tyr répète une doctrine traditionnelle dans L'antre des nymphes dans l'Odyssée (vers 268) : par la porte du Cancer, appelée « porte des hommes », se fait la chute des âmes sur la Terre, et par la porte du Capricorne, appelée « porte des dieux », se fait le retour des âmes à l’éther divin.
Rudolf Steiner, le fondateur de l'anthroposophie en 1913, reprend l'antique schéma :
« Après la mort, l'entité humaine s'élève en traversant spirituellement les différentes sphères planétaires, la sphère lunaire correspondant au purgatoire. C'est en traversant ces sphères planétaires, avec l'aide des hiérarchies angéliques, que le karma est élaboré. Ayant atteint le "minuit des mondes", la monade spirituelle amorce son retour vers l'incarnation en traversant les sphères en sens inverse. Ce faisant, avec les hiérarchies célestes elle prépare les conditions terrestres de sa future vie sur terre. - « Après la mort, nous devenons successivement les habitants de la Lune, de Mercure, de Vénus, du Soleil, de Mars, de Jupiter et de Saturne, puis du firmament stellaire, pour ensuite pour nous contracter et nous réincarner ».

### Textes
- Platon, Phèdre, 248cd, Garnier-Flammarion, 1997.
- Platon, Timée, 42de, Garnier-Flammarion, 1996.
- Pseudo-Aristote, Du monde (Ier s.), trad., Vrin, 1949.
- Nouveau Testament : Marc, XVI, 19 ; Luc, XXIV, 50-51.
- Écrits gnostiques de Nag Hammadi, Gallimard, coll. « La Pléiade », 2007 : Zostrien, 2.14-19 ; Marsanès, 4.24-5.1 ; Livre des secrets, de Jean, II.30-31 ; Apocalypse de Paul, 20.1-21.24.
- La Bible. Écrits intertestamentaires, Gallimard, coll. « La Pléiade », 1987. I Hénoch, II Hénoch, Testament de Lévi, etc.
- Hermès Trismégiste, Corpus Hermeticum, trad. A.-J. Festugière, Les Belles Lettres, 4 t. I.25.
- Porphyre de Tyr, Du retour de l'âme [à Dieu]. De regressu animae (vers 270), trad. latine : Joseph Bidez, Vie de Porphyre, Gand, 1913, p. 24-41 (en latin). D'après saint Augustin, La cité de Dieu, livres XII, XIII, XXII.

### Études
- Franz Cumont, After life in roman paganism, New Haven, 1922.
- Louis Rougier, La religion astrale des Pythagoriciens, PUF, 1954, chap. V (La chute et le retour des âmes).
- André-Jean Festugière, La Révélation d’Hermès Trismégiste, Paris, Les Belles Lettres, 1944-1954 (4 volumes) : vol. I : L'astrologie et les sciences occultes, 441 p. ; vol. II : Le dieu cosmique, 610 p. ; vol. III : Les doctrines de l'âme, 314 p. ; vol. IV : Le dieu inconnu, 319 p. Réimpr. en 1 vol., Paris, Les Belles Lettres, 2006, 1700 p.
- Jacques Flamand, Macrobe et le néo-platonisme latin à la fin du IVe siècle, 1977, chap. XIII (Le retour de l’âme au ciel).
- Ioan P. Couliano, Psychanodia I. A Survey of the Evidence concerning the Asension of the Soul and its Relevance, Leyde, Brill, 1983, 81 p.